# Nuclearelectrica
SN "Nuclearelectrica" S.A. (SNN) este o companie înființată în 1998 prin reorganizarea RENEL. Societatea se află sub autoritatea Ministerului Energiei, statul deținând 82.49%% din acțiuni si alti acționari - 17.50% după listarea companiei la bursă in 2013.
Domeniul de activitate al Nuclearelectrica este producerea de energie electrică, termică și de combustibil nuclear. Nuclearelectrica este unicul producător de energie de origine nucleară din Romania.
Societatea are două sucursale:
- Sucursala CNE Cernavodă, exploatează Unitățile 1 si 2 de la CNE Cernavodă precum și serviciile auxiliare;
- Fabrica de Combustibil Nuclear (FCN) Pitești

Centrala nucleară de la Cernavodă a fost proiectată cu un profil inițial de cinci reactoare cu tehnologie canadiană, tip CANDU, cu puteri instalate de circa 700 MW fiecare. Până în prezent (ianuarie 2023) au fost puse în funcțiune 2 unități. Unitatea 1, intrată in operare comercială din 1996 si Unitatea 2, intrată in operare comercială din 2007 asigură împreună aproximativ 18% din necesarul național de energie. 
Fabrica de combustibil nuclear Pitesti FCN produce fascicule de combustibil nuclear de tip CANDU 6 necesar funcționării și producerii de energie electrică in Unitățile 1 și 2 de la Cernavodă, și în perspectivă prin dublarea capacității de producție, va asigura combustibil nuclear și pentru unitățile 3 și 4.
Prin Hotărârea Adunării Generale a Acționarilor SNN din noiembrie 2013, a fost aprobată sistarea lucrărilor la Unitatea 5 ca obiectiv nuclear si schimbarea destinației acesteia în scopul utilizării structurilor existente în alte activități ale SNN. 
Dezvoltarea proiectului Unităților 3 si 4 CNE Cernavodă face parte din strategia energetică a României până in anul 2030 cu perspectiva anului 2050 precum si din Planul National Integrat in domeniul Energiei si al Schimbărilor Climatice, energia nucleara reprezentând un pilon al decarbonizării și asigurării independenței energetice a Romaniei.
De asemenea, SNN derulează proiectul retehnologizării Unității 1, proiect care presupune prelungirea duratei de viață a unității cu încă 30 de ani, in aceleași condiții de securitate nucleară.

## Istoric
- 1976CNE Cernavodă Unitățile 1 și 2

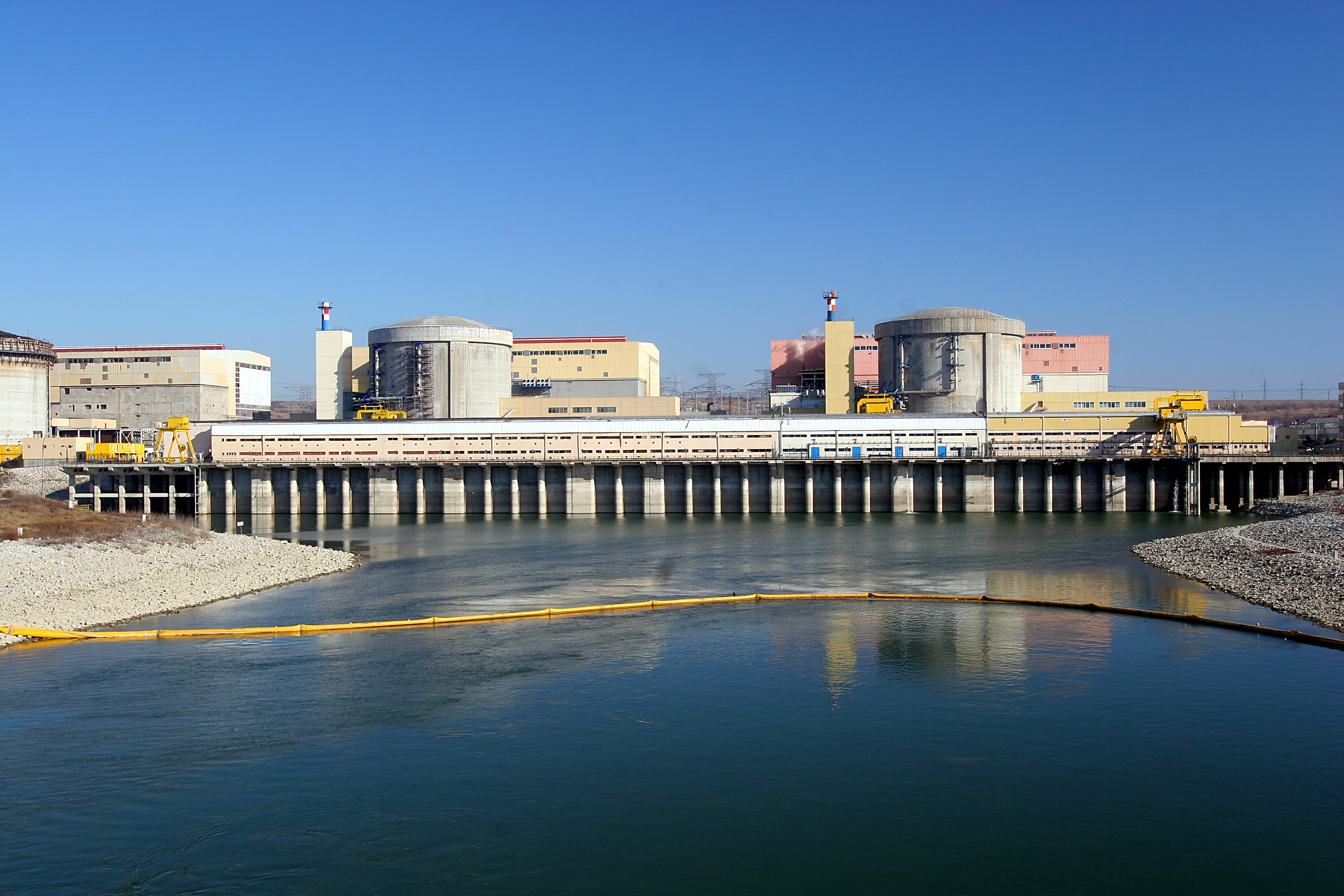
CNE Cernavodă Unitățile 1 și 2

Finalizarea studiului de fezabilitate Romano-Canadian pentru sistemul CANDU in România 
- 1982

Turnarea primului beton la clădirea reactorului Unității 1
- Iulie 1990

Prima misiune PRE-OSART la CNE Cernavodă a Agenției Internaționale de Energie Atomică-AIEA de la Viena
- August 1991

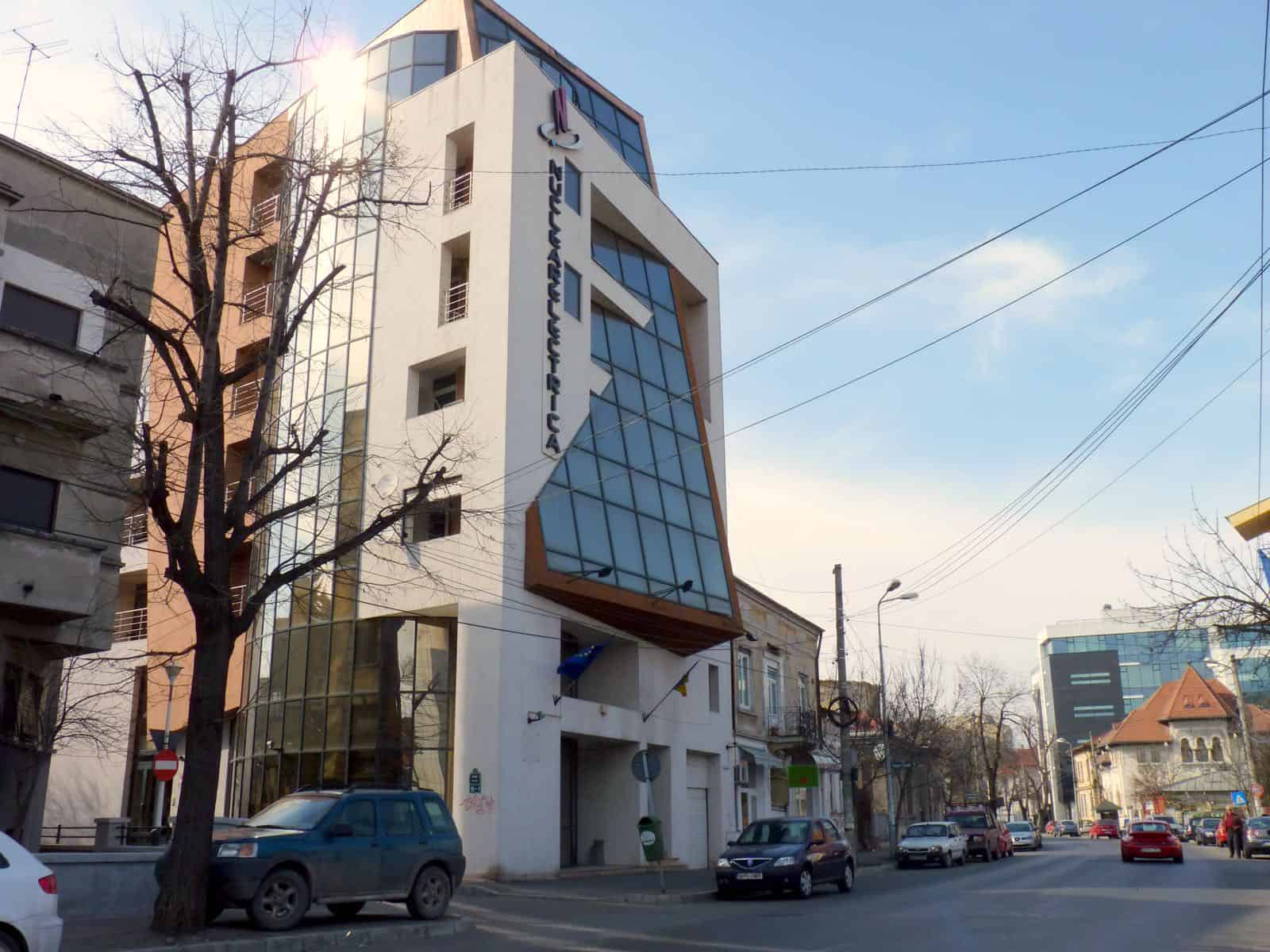
Sediul Nuclearelectrica Bucuresti

Incheierea contractului de management de finalizare a Unității 1 cu Consorțiul AECL-ANSALDO (AAC)
- Mai-iunie 1995

Încărcarea cu combustibil nuclear a Unității 1
- 16 aprilie 1996

Prima criticitate a reactorului Unității 1
- 11 iulie 1996

Prima conectare la sistemul electroenergetic național a Unității 1 CNE Cernavodă
- 2 decembrie 1996

Intrarea in exploatare comercială a Unității 1 CNE Cernavodă
- 30 iunie 1997

Transferul integral al responsabilității conducerii și exploatării Unității 1 de la AAC la personalul român
- 2 iulie 1998

Înființarea Societății Naționale “Nuclearelectrica” S.A. (Hg nr. 365/1998; Mof nr. 246/03.07.1998)
- 18 mai 2001

Semnarea contractului cu AECL Canada și Ansaldo Nucleare pentru Unitatea 2
- 12 septembrie 2007

Reactorul Unității 2 de la CNE Cernavodă a atins pentru prima dată puterea nominală, in cadrul testelor de punere in funcțiune
- 26 septembrie 2007

Funcționarea timp de 10 zile la putere nominală
- 28 septembrie 2007

Predarea managementului Unitatii 2 către SN Nuclearelectrica SA
- 5 octombrie 2007

Inaugurarea oficială a Unității 2
- Noiembrie 2010

Obținerea avizului favorabil al Comisiei Europene pentru proiectul Unităților 3&4, in baza tratatului Euratom.
- 29 noiembrie 2011

15 ani de exploatare comercială a Unității 1 de la CNE Cernavodă
- Noiembrie 2013

Listarea SNN pe Bursa de Valori Bucuresti

## CNE Cernavodă Unitățile 1 si 2
Unitățile 1 si 2 de la CNE Cernavodă utilizează tehnologie CANDU.

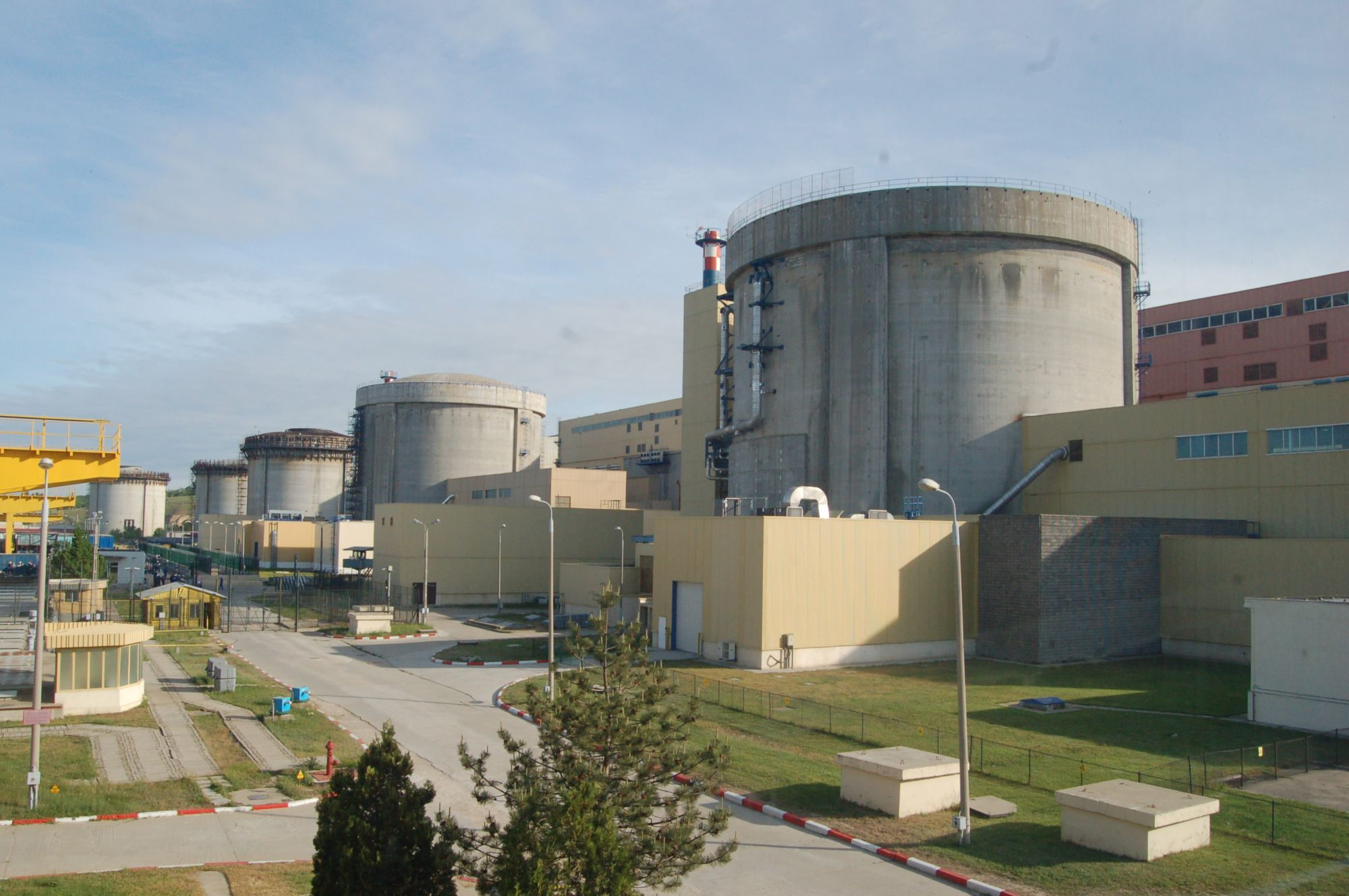
CNE Cernavodă Unitățile 1-5

Reactorul CANDU consumă uraniu natural, utilizând apa grea de puritate nucleară (continut izotopic peste 99,75% D2O) ca moderator și agent de racire, in două sisteme independente, separate, in circuit inchis.
In cele 4 generatoare de abur, căldura din circuitul primar este preluată de apa ușoară din circuitul secundar, prin transformarea in abur saturat. Acesta se destinde in turbina formată dintr-un corp de medie presiune și 3 corpuri de joasă presiune, producând energia mecanică necesară acționării generatorului electric.
La iesirea din turbină, prin extragerea căldurii reziduale cu ajutorul apei de răcire preluate din Dunăre, aburul este condensat. Circuitul este reluat prin repomparea condensului pentru alimentarea generatoarelor de abur.
In anul 2019, cele două unități de la CNE Cernavodă produceau 11.280.166 MWh. Unitatea 1 a inregistrat un factor de capacitate de 93,86% si Unitatea 2 –  89,16%
Cu un factor de capacitate de 91,6% de la punerea in funcțiune, România cu două unități nucleare in operare, ocupa locul 1 in lume.

## Fabrica de Combustibil Nuclear Pitesti
Fabrica de Combustibil Nuclear este amplasată lângă orașul Mioveni – Arges la circa 25 km de Pitești.

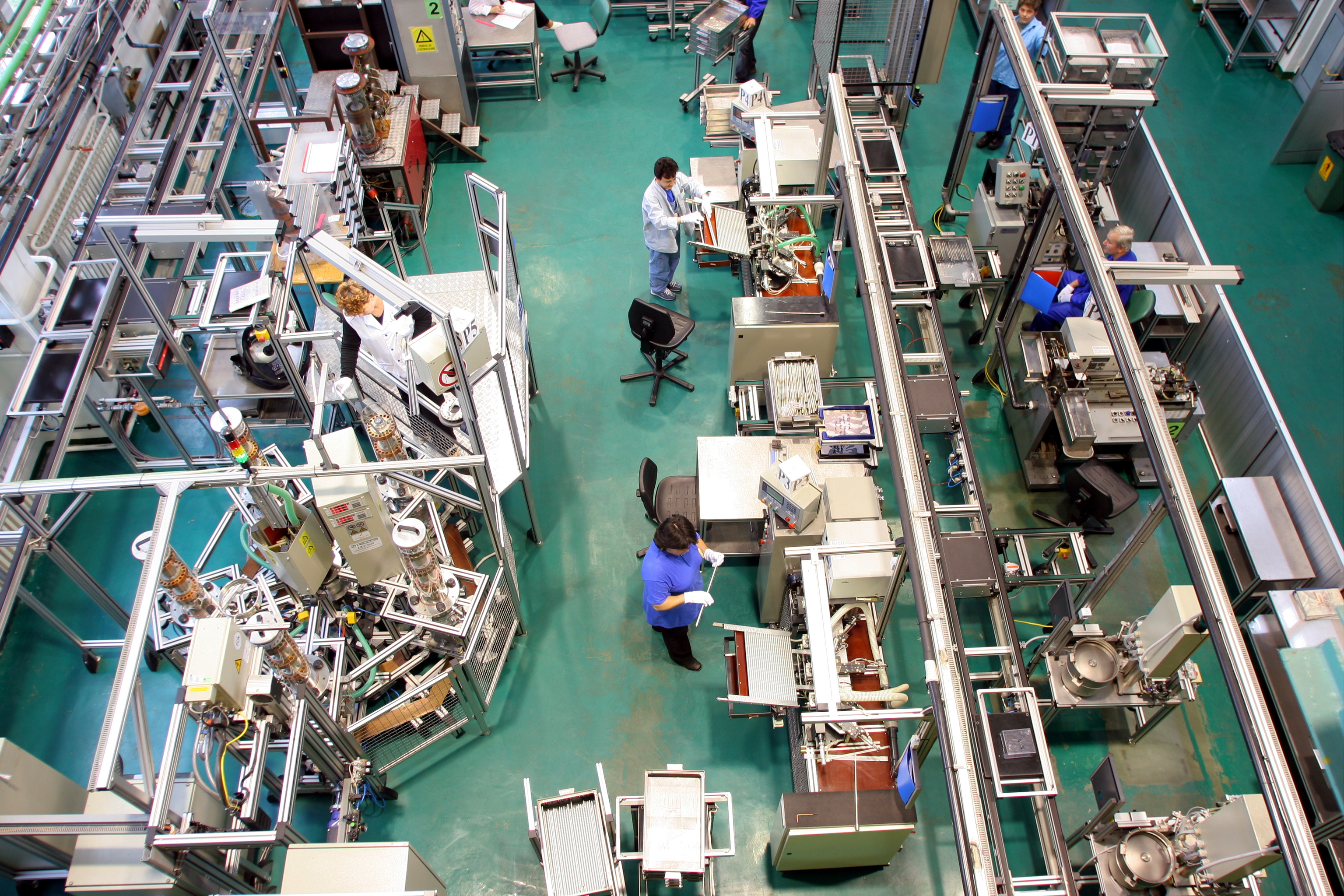
Fabrica de Combustibil Nuclear Pitesti

Producția de combustibil nuclear de tip CANDU a inceput din anul 1980, prin punerea in functiune a stației pilot ca sectie de combustibil in cadrul Institutului de Cercetări Nucleare (ICN) Pitesti. Separarea Fabricii de Combustibil Nuclear ca entitate distincta s-a făcut in anul 1992.
In anul 1994, Fabrica de Combustibil Nuclear (FCN) a fost autorizată de AECL si Zircatec Precision Industries Inc. (Canada) ca producător de combustibil nuclear de tip CANDU 6.
In perioada 2004-2006, cu investitii reduse, FCN Pitești și-a dublat capacitatea de productie pentru a asigura combustibilul necesar funcționării a două unități la CNE Cernavoda.
In anul 2007, FCN a obținut certificatul TUV EN ISO 14001:2004 pentru sistemul de management de mediu.
Anual, FCN Pitesti fabrică aproximativ 10.800 fascicule de combustibil nuclear.
FCN Pitesti poate oferi consultanță, asistență tehnică și o serie de echipamente celor interesați în transfer de tehnologie de fabricare a combustibilului nuclear.

## Cernavoda Unitățile 3 si 4
Unitatile 3 si 4 se afla in conservare încă din 1992. Rata totală de finalizare: circa 15% la Unitatea 3 și 14% la Unitatea  4, constând in lucrări civile la clădirea reactorului, clădirea turbine si clădirea de servicii.

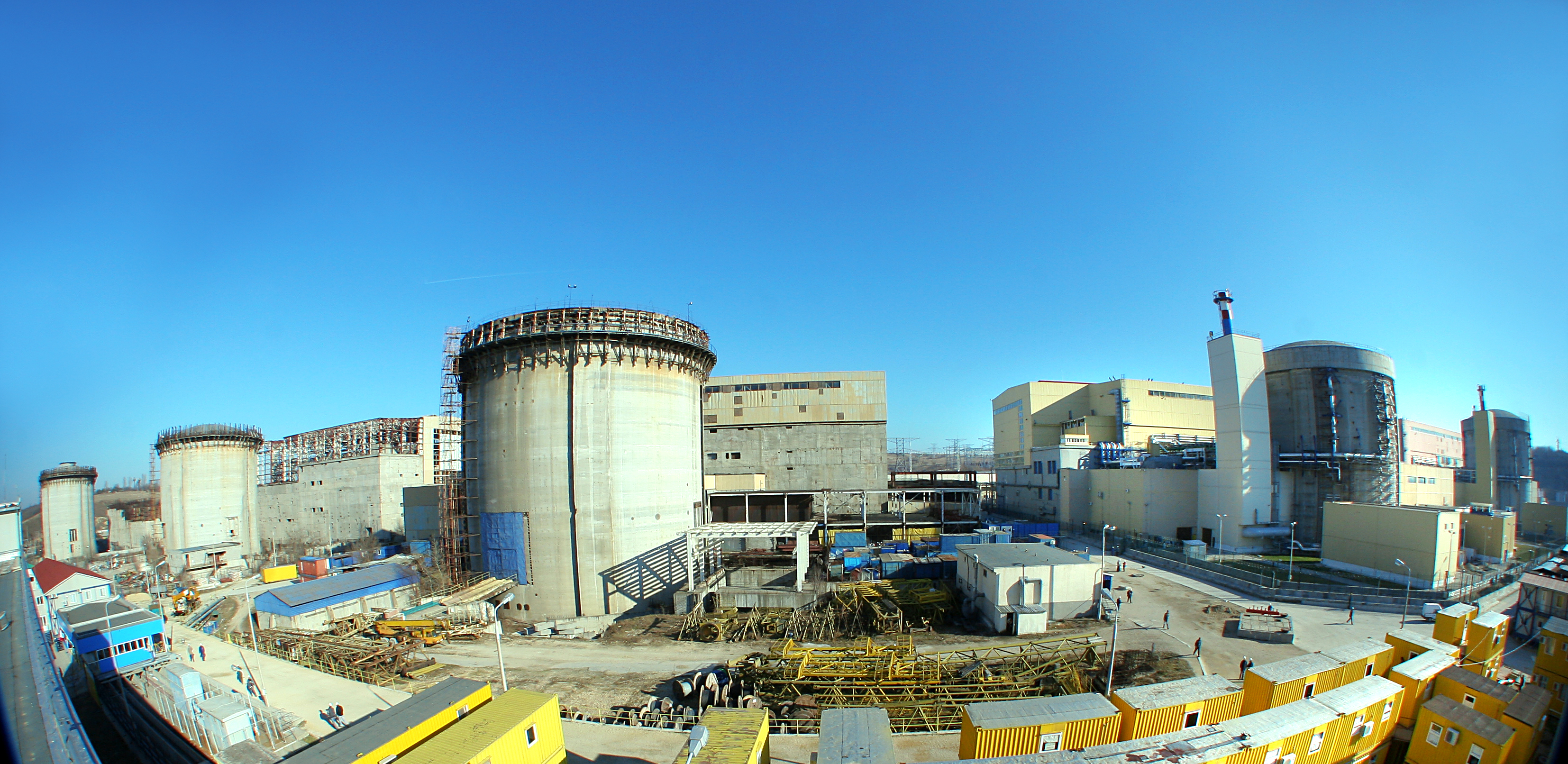
CNE Cernavoda Unitatile 3 si 4

Prin Hotărârea de guvern nr. 643/2007, Guvernul Romaniei a aprobat strategia de atragere a investitorilor in vederea realizării Unităților 3 si 4 de la CNE Cernavodă, inclusiv graficul de infiintare a noii companii responsabile cu finalizarea proiectului.  In urma depunerii ofertelor,  6 companii au fost selectate pentru realizarea proiectului. fiecare investitor obținând un procent din numărul total de actiuni, proporțional cu capitalul investit: Nuclearelectrica (51%), ArcelorMittal Romania( 6.2%), CEZ  Republica Ceha (9.15%), GDF SUEZ Belgia (9.15%), ENEL Italy (9.15%), Iberdrola Spain (6.2%) și RWE Power Germany (9.15%).
La 29 martie  2009 a fost înregistrată compania de proiect sub denumirea SC EnergoNuclear SA la Registrul Român de Comerț si a fost desemnată echipa managerială. EnergoNuclear este o companie cu capital public-privat.
In noiembrie 2010, Comisia Europeană a emis opinia pozitivă asupra proiectului, conform prevederilor Art. 41 din Tratatul EURATOM fapt ce confirmă aplicarea criteriilor tehnice și de securitate nucleară in vigoare la nivelul UE.
In luna mai 2012, CNCAN a emis Scrisoarea de confort prin care stipula că proiectul este autorizabil;
In septembrie 2012 a fost finalizat Studiul de fezabilitate al proiectului, care relevă faptul ca proiectul este fezabil din punct de vedere tehnic si economic;
La data de 25 septembrie 2013 a fost aprobată Hotărârea privind emiterea acordului de mediu pentru proiectul „Continuarea lucrărilor de construire si finalizare a Unitatilor 3 si 4 la C.N.E. Cernavodă”.
In 2011, investitorii GDF SUEZ, CEZ, RWE și Iberdrola s-au retras din proiect, motivând decizia lor prin necesitatea concentrării investițiilor in țările de origine, pe fondul crizei economice.
Ca urmare a exercitării opțiunii de ieșire din proiect a investitorilor rămași (ENEL si ArcelorMittal) in decembrie 2013, SN Nuclearelectrica SA este unicul actionar al companiei de proiect EnergoNuclear SA.
In data de 22.08.2014, Adunarea Generală a Acționarilor SNN aproba Strategia de continuare a Proiectului Unitățile 3 si 4 CNE Cernavodă prin lansarea unei proceduri competitive de selectare a unui investitor privat (IP) in vederea constituirii unei societăți, respectiv un joint-venture. Procedura a fost lansată in 27.08.2014, iar prima etapă, cea de calificare s-a incheiat la 09.09.2014 odată cu calificarea investitorului China General Nuclear Power Corporation. CGN a fost declarat investitor selectat la 17.10.2014 prin semnarea unei Scrisori Comune privind Intenția de Realizare a Proiectului.
In data de 22.10.2015, actionarii SNN aprobau în Adunarea Generală a Acționarilor semnarea Memorandumului de Înțelegere privind dezvoltarea, construirea, operarea și dezafectarea Unităților 3 si 4 de la CNE Cernavodă, acesta fiind semnat intre părți la 9.11.2015. In 8 mai 2019, SNN și partenerul selectat CGN au semnat Acordul Investitorilor in forma preliminară, pas premergător înființării companiei de proiect responsabile pentru implementarea proiectului. Compania Joint Venture va avea o durată de 2 ani.
In Adunarea Generală Extraordinară a Acționarilor SNN din 12.06.2020, au fost aprobate punctele introduse pe ordinea de zi de către acționarul majoritar, Ministerul Economiei, Energiei si Mediului de Afaceri și anume:
1. Abrogarea Strategiei de continuare a Proiectului Unitățile 3 și 4 de la CNE Cernavoda prin organizarea unei proceduri de selectare de investitori (2014) precum si a Strategiei revizuite de continuare a Proiectului Unitatile 3 si 4 de la CNE Cernavodă prin organizarea unei proceduri de selectare de investitori (2018).
2. Mandatarea Consiliului de Administratie al SNN să inițieze procedurile privind incetarea negocierilor cu CGN, precum și incetarea efectelor juridice (prin acordul părților, denunțare, etc) a următoarelor documente: “Memorandumul de Înțelegere privind dezvoltarea, construirea, operarea și dezafectarea Unităților 3 și 4 de la CNE Cernavodă (MoU), și respectiv a (ii) Acordului Investitorilor in forma preliminară.”
3. Mandatarea Consiliului de Administrație al SNN de a iniția demersurile necesare pentru analiza și cristalizarea opțiunilor strategice privind construcția de noi capacități de producție de energie electrică din surse nucleare

In ceea ce priveste actiunile viitoare, respectiv demersurile de continuare a Proiectului Unitățile 3 si 4, in conformitate cu obligațiile aferente statutului de companie listată și ale Actului Constitutiv, SNN va informa și va supune votului acționarilor săi orice astfel de demers, în totală transparență a modului de gestionare a responsabilităților ce revin organelor statutare ale SNN.
Unitățile 3 si 4 vor crește aportul de energie nucleară in sistemul energetic național la nivelul anilor 2030, prin utilizarea capacităților existente și valorificarea experienței de operare și a capabilității industriei.
După încetarea rundei anterioare de negocieri, România si Statele Unite ale Americii au initializat un Acord Interguvernamental in octombrie 2020 pentru coopeare in domeniul nuclear civil, inclusiv pentru proiectul Unitățile 3 și 4 CNE Cernavodă. In baza declarațiilor oficialităților guvernamentale, proiectul se va desfasura in cadrul unui consortiu Euro-Atlantic care include SUA, Canada si Franta. Acest proiect important va dubla capacitatea nucleară a României pentru a satisface cererea de energie în creștere, îmbunătăți siguranța alimentării cu energie și pentru a atinge obiectivele privind schimbările climatice. Proiectul este menționat de toate scenariile “Strategiei Energetice a României până în 2030, cu perspectiva anului 2050”, precum și din “Planul Național Integrat în Domeniul Energiei și Schimbărilor Climatice (PNIESC) 2021-2030”. Unitatea 3 trebuie să devină operațională până în 2030, iar Unitatea 4 la scurt timp după anul 2030.

## Securitate nucleara
Nu au avut loc incidente sau evenimente care sa afecteze securitatea nucleara la CNE Cernavoda.
Securitatea nucleara ca domeniu este un ansamblu de masuri tehnice si organizatorice destinate sa:
- Asigure functionarea instalatiilor nucleare in conditii de siguranta;
- Sa previna si sa limiteze deteriorarea acestora;
- Sa asigure protectia personalului, populatiei si a mediului inconjurator impotriva iradierii sau contaminarii radioactive
Pe aceste deziderate se bazeaza si filozofia de securitate nucleară a centralelor de tip CANDU 6 . Aceasta filozofie are la baza trei principii fundamentale si anume:
1. Principiul Protecției-în-Adâncime, care consta in atingerea unui nivel ridicat al performanțelor tehnice și de securitate nucleară, prin prevederea unor bariere fizice multiple în calea eliberărilor de radioactivitate spre mediu (matricea combustibilului nuclear; teaca elementului combustibil; incinta sub presiune a circuitului primar; sistemul anvelopei; zona de excludere).
2. Principiul ALARA, ale cărui obiective trebuie să asigure protecția personalului de exploatare, a populației și mediului înconjurător, prin stabilirea și menținerea unei protecții adecvate împotriva riscurilor radiologice.
3. Principiul Grupării și Separării, Gruparea sistemelor cu funcții de securitate în două grupuri a fost adoptată în proiectul centralei cu scopul de a prevede protecția CNE împotriva unor evenimente de cauză comună care ar produce distrugeri pe zone întinse din centrală, în același moment de timp.

## Protecția mediului
Programele de monitorizare a mediului urmăresc controlul emisiilor și verificarea respectării limitelor și cerințelor impuse de autoritățile de reglementare și control atât din punct de vedere radiologic cât și convențional (neradiologic).
Centrala nucleară a implementat începând cu punerea în funcțiune a Unității 1 un program de monitorizare a radioactivității mediului, pe baza cerințelor legislației naționale și a practicilor validate pe plan internațional în industria nucleară. Conform practicilor  internaționale, centrala a construit și și-a dotat propriul Laborator de control al radioactivității mediului și a stabilit o rețea de puncte de prelevare a probelor, sau de amplasare a unor stații de monitorizare continuă, in diferite locații pe o rază de 30 km in jurul centralei.
CNE Cernavodă analizează zilnic următoarele tipuri de probe: aer (particule sub forma de aerosoli, iod, vapori de apa), sol, sediment, depuneri atmosferice, probe alimentare (lapte, pește, carne de porc, vită și pui, legume, fructe, ouă, cereale), apă (apă de  suprafață, apă potabilă, apă freatică, apă pluvială, apă de infiltrație din zona Cernavodă) și publică rezultatele în centrele de infomare și avizierele din oraș.
Sunt efectuate de asemenea măsurări ale dozei gamma externe. În jurul centralei și pe o arie cu raza de 30 Km a fost stabilită o rețea de 62  de puncte de monitorizare cu dozimetre termoluminiscente pentru măsurarea dozei gamma. Sunt realizate analize de spectrometrie gamma, analize beta globale și analize specifice pentru detectarea tritiului și C-14 prin spectrometrie cu scintilatori lichizi. Probele alimentare pentru analiză sunt procurate de la producători locali sau din piata agroalimentară din Cernavodă, Seimeni, Medgidia, Satu Nou. Permanent rezultatele monitorizării radiologice a mediului sunt comparate cu rezultatele programului de monitorizare preoperațională a mediului desfășurat în perioada 1984 – 1996. Până în prezent nu au fost detectate modificări ale radioactivității mediului in zona orașului Cernavodă față de perioada anterioară punerii în funcțiune a unității nucleare. 

## Retehnologizarea Unitatii 1 CNE Cernavoda
Orice unitate nucleara are o durata de viata limitata, stabilita prin proiect. In cazul unitatilor cu tehnologie CANDU, durata de viata proiectata este de 210.000 ore de functionare la putere nominala, care la un factor de capacitate de 80%, se traduce intr-o durata operationala economica de exploatare de circa 30 de ani. Principalele componente si structuri care limiteaza durata de viata sunt canalele de combustibil, feederii si anvelopa reactorului nuclear.
Date fiind costurile majore pe care le presupune realizarea unor unitati noi de productie de mari dimensiuni, utilizand tehnologie nucleara, alternativa retehnologizarii este atractiva pentru proprietarul unei unitati nucleare. Principalul avantaj al unei asemenea optiuni este acela ca, la finalul retehnologizarii, proprietarul se va afla in posesia unei unitati nucleare capabile sa functioneze la parametrii de proiect pentru inca un ciclu de viata (25 – 30 de ani), la costuri situate in jurul a 40% din cele pe care le-ar presupune construirea unui obiectiv similar nou. Suplimentar, retehnologizarea este mai avantajoasa decat construirea unei capacitati noi prin faptul ca durata necesara pentru lucrarile efective de retehnologizare este semnificativ mai scurta, estimata, pe baza informatiilor disponibile in acest moment, intre 24 si 30 de luni.
Retehnologizarea Unitatii 1 este un proiect complexe demarat incat din anul 2013, cu un buget si o echipa de proiect alocate. 
Extinderea numarului de ore de functionare initiala a Unitatii 1, presupune, in primul rand realizarea unor studii si analize, din care sa rezulte la cate ore de functionare la putere nominala poate ajunge unitatea, cu respectarea integrala a cerintelor si normelor de securitate nucleara.
O perioada de functionare mai mare are efecte pozitive asupra pregatirii si desfasurarii lucrarilor de retehnologizare prin:
- prelungirea duratei de acumulare de catre societate a fondurilor proprii necesare proiectului;
- o mai buna pregatire a proiectului si o mai buna organizare a lucrarilor ce se vor desfasura pe durata opririi.

Retehnologizarea Unitatii 1 se va realiza in 3 etape:
| Etapa 1 | Etapa 2 | Etapa 3 |
| --- | --- | --- |
| - activitatile de organizare a proiectului, la inceputul anului 2018 urmand a se opera modificarile organizationale si logistice - procesul de finalizare a documentatiilor suport necesare pentru pregatirea Studiului de Fezabilitate inclusiv elaborarea si supunerea spre aprobare a acestuia de catre actionari, in anul 2021 - activitatile necesare asigurarii functionarii Unitatii 1 pentru o perioada de 30 de ani pe baza studiului realizat de Candu Energy | - elaborarea pachetelor de inginerie referitoare la modificarile de proiect - procurarea echipamentelor si componentelor cu ciclu lung de fabricatie - atribuirea contractului de inginerie, procurare si constructie (EPC) - obtinerea de la CNCAN a autorizatiei de incepere a lucrarilor de retehnologizare. | Oprirea unitatii si retehnologizarea efectiva a proiectului, programata a se derula in perioada decembrie 2026 – decembrie 2028, in conditiile in care proiectul se implementeaza in durata minima estimata in prezent la 24 de luni |

## Vanzarea energiei electrice
Ca producator de energie pe piata de energie electrica in Romania, SN Nuclearelectrica SA vinde pe piata angro energia produsa de cele doua unitati ale CNE Cernavoda. 
Pe piata concurentiala, vanzarile se fac cu respectarea cerintelor din Legea nr.123/2012 a energiei electrice si a gazelor naturale, pe baza de oferte publice si nediscriminatorii, atribuite prin licitatii organizate de OPCOM – operatorul pietei de energie si gaze naturale din Romania.
Nuclearelectrica vinde energia pe urmatoarele piete:
- Pe piata reglementata - preturile si cantitatile sunt stabilite de catre ANRE. In anul 2019, SNN a vandul 1.377 GWh pe piata reglementata la pretul de 188,33 lei/MWh (fara Tg), conform Deciziei ANRE nr. 326/25.02.2019
- Pe piata concurentiala prin contracte de vanzare – cumparare de energie pe pietele administrate de operatorul de piata OPCOM S.A.: in principal PCCB – LE si PCCB – NC (piata centralizata a contractelor bilaterale de energie electrica cu modalitatea de tranzactionare a contractelor prin licitatie extinsa si respectiv modalitatea de tranzactionare conform careia contractele sunt atribuite prin negociere continua), PZU (piata pentru ziua urmatoare) si PCSU (piata centralizata pentru serviciul universal);
- Pe piata de echilibrare administrata de Transelectrica, in cazul dezechilibrelor pozitive;
- Prin contracte de vanzare – cumparare de energie negociate. SNN are incheiat un singur contract cu Transelectrica (consummator captive), pentru consumul statiei electrice de 400 kV de la Cernavoda (circa 1.000 MWh/an).

## Comunitatea locala
Gradul de acceptare a energiei nucleare in Romania este unul ridicat, in special pentru noile proiecte de investitii (Unitatile 3 si 4 - 75%, retehnologizarea Unitatii 1 - 68%), romanii considera pretul redus al energiei nucleare si independenta energetica a Romaniei ca fiind 

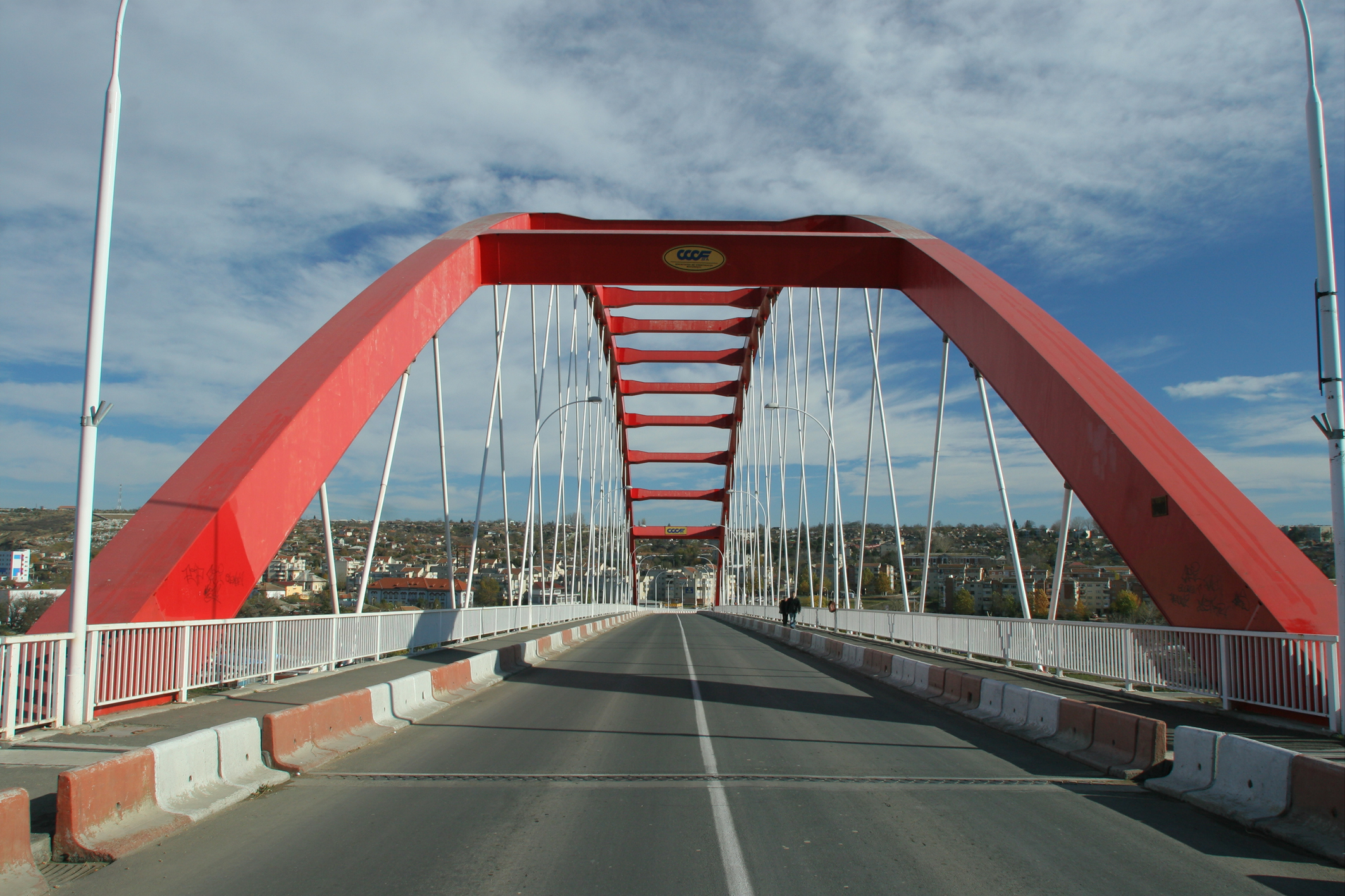
Podul Sfanta Maria construit peste canalul Dunare-Marea Neagra

cele mai mari aventaje ale energiei nucleare.
Nuclearelectrica s-a implicat in cresterea nivelului de trai si a calitatii vietii locuitorilor orasului Cernavoda, prin progamul social de urgenta pentru imbunatatirea conditiilor de viata pentru Cernavoda si pentru personalul de constructie si operare al centralei”.
Lucrarile mentionate in actul normativ sunt realizate in calitate de lucrari complementare la proiectul “Centrala Nuclearoelectrica Cernavoda 5 x 700 MWh” si sunt transferate, fara plata, beneficiarului mentionat in actul normative.
La sfarsitul anului 2008, 11 lucrari importante au fost finalizate si date in folosinta beneficiarului, comunitatea locala. In prezent, o lucrare se afla in executie.
Lucrari finalizate si receptionate:
1.1 Magazin alimentar pe site-ul centralei
1.2 Gradinita
1.3 Statie de apa potabila (pompare si tratare)
1.4 Modernizarea intersectiilor si a strazilor
1.5 Retele de termoficare
1.6 Podul “Sfanta Maria” pentru accesul auto la gara Cernavoda si la autostrada Fetesti-Cernavoda, peste Canalul Dunare-Marea Neagra
1.7 Liceul Energetic din Cernavoda
1.8 Spital cu 100 de paturi si dispensar policlinic in Cernavoda
1.9 Statie de epurare a apelor uzate si reziduale
1.10 Patru fantani de apa potabila
1.11 Ansamblu de locuinte
In constructie:
1.1 Centrul de instruire si agrement pentru tineret si copii in orasul Cernavoda. Pana in prezent, a fost pregatit amplasamentul in vederea inceperii lucrarilor de constructie.
SNN deruleaza de asemenea un program intens de responsabilitate social corporatista. In anul 2019, au fost alocat u buget de 10.000.000 lei pentru proiecte sociale, care au impactat un numar de 2.000.000 de romani.
Politica de RSC a SNN are ca scop stabilirea orientarii strategice si a directiilor prioritare de implicare a companiei in actiuni de tip filantropic, caritabil si umanitar in beneficiul comunitatii atat din zonele invecinate obiectivelor nucleare operate de SNN (Cernavoda, Pitesti) cat si la nivel national. SNN considera ca dezvoltarea durabila a companiei si sustenabilitatea proiectelor sale de dezvoltare pe termen lung sunt in stransa legatura cu dezvoltarea, educarea, informarea, acceptanta si sustinerea publica fata de energia nucleara in Romania. Astfel, investirea unei cote a profitului anual al SNN in actiuni de RSC constituie o parte integranta a strategiei de dezvoltare a companiei in perioada 2015-2025.
Obiective de RSC:
- Crearea si sustinerea unui model de business sustenabil, cu management responsabil si politici globale adaptate problemelor locale;
- Cresterea nivelului de incredere si sprijin pentru modelul de business al SNN;
- Raspunderea la problemele reale ale comunitatii;
- Demararea schimbarii pe care dorim sa o vedem in societatea romaneasca;
- Dezvoltarea relatiilor cu comunitatea locala, ONG-uri, lideri de opinie;
- Atragerea de tineri specialisti;
- Cresterea nivelului de acceptanta fata de folosirea energiei nucleare in Romania si fata de proiectele de investitii ale SNN;
- Alinierea la standardele internationale si bunele practice de RSC practicate de companii;

## Date Fianciare[2]
| Ani  | Venituri   | Cheltuieli | Profit     | Inventar  | Rezerve   | Creanțe   | Datorii    | Banca și numerar | Angajați |
| ---- | ---------- | ---------- | ---------- | --------- | --------- | --------- | ---------- | ---------------- | -------- |
| 2021 | 3326682144 | 2056192798 | 1204093302 | 570171458 | 367124504 | 297735829 | 893059328  | 868116999        | 2002     |
| 2020 | 2657207317 | 1756972152 | 815408615  | 440240185 | 340312211 | 234772495 | 978506940  | 121009840        | 2028     |
| 2019 | 2586899930 | 1856356739 | 631275708  | 429092756 | 324422722 | 224961743 | 1148682707 | 318468789        | 2038     |
| 2018 | 2393051760 | 1710328742 | 572623274  | 369489867 | 258536560 | 189674821 | 1425064109 | 394482766        | 2002     |
| 2017 | 1770805821 | 363786434  | -303876268 | 333449620 | 204801064 | 160783055 | 1556147210 | 573903314        | 1975     |
| 2016 | 1757318365 | 138713007  | -112449451 | 331997241 | 71288735  | 173288681 | 1766999595 | 263714387        | 2008     |